# Sashina Vignes Waran
Sashina Vignes Waran, née le 3 août 1988 à Kuala Lumpur (en Malaisie), est une joueuse française de badminton. Licenciée à l'ASPTT Strasbourg depuis son arrivée en France en 2004, elle est naturalisée française depuis le 21 août 2013. Sashina Vignes Waran est championne de France de badminton en simple en 2014 et 2015 et médaillée de bronze en double dame en 2014 avec sa sœur Teshana Vignes Waran. Blessée au genou gauche lors d'une compétition en mars 2015, elle est contrainte, un an plus tard, de renoncer à participer aux jeux olympiques d'été de 2016.

## Biographie

### Enfance
Sashina Vignes Waran est issue d'une famille d'origine indienne et hindoue de Malaisie, où elle grandit, et où selon elle le badminton est contrôlé par la communauté bouddhiste. Elle et sa sœur Teshana, d'un an sa cadette, sont éduquées avec l'idée qu'un départ en Europe leur offrirait de plus grandes chances de réussite dans leur discipline.

### Arrivée en France et premières victoires

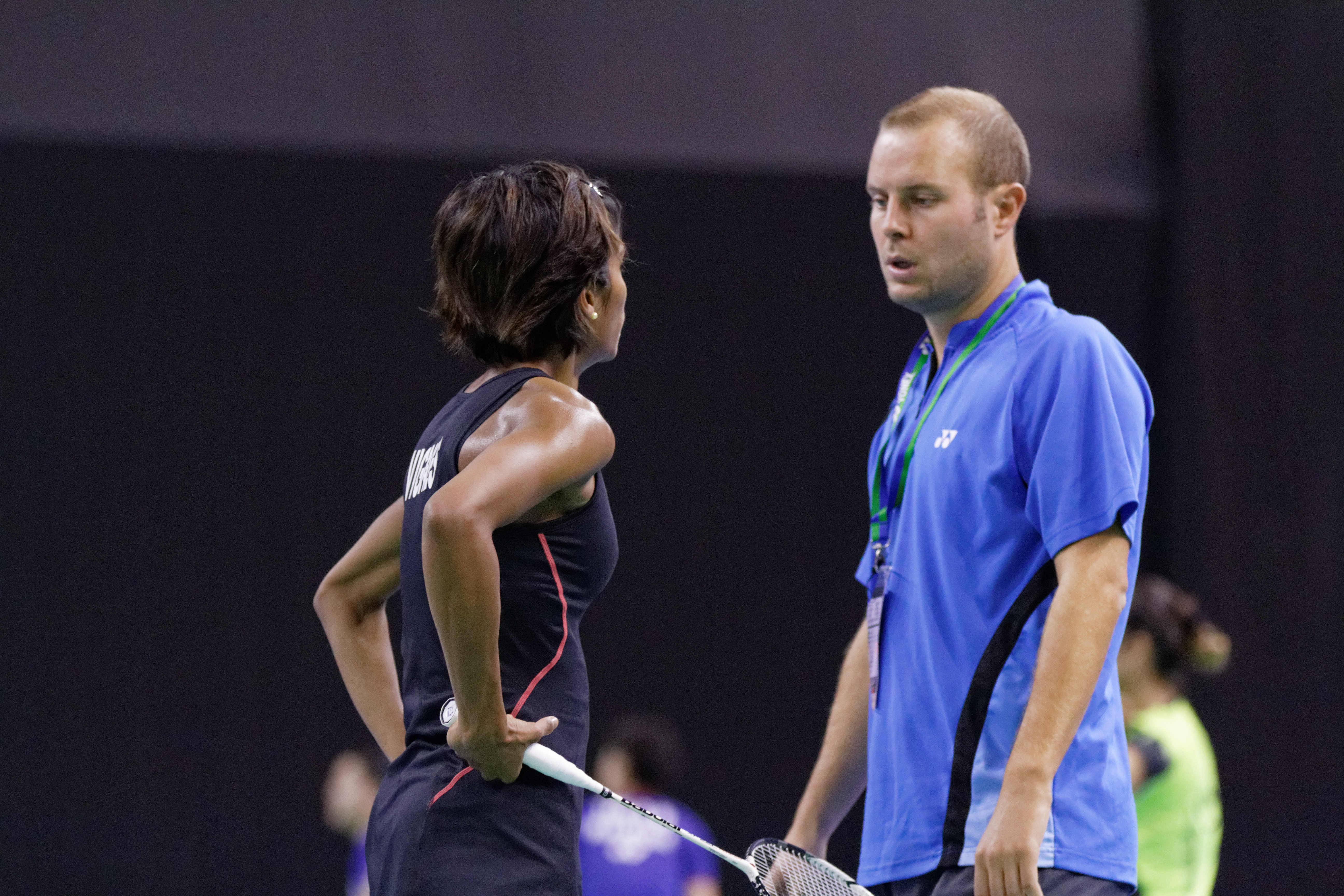
Sashina Vignes Waran et son entraîneur Julien Fuchs en 2013.

En 2003, Sashina Vignes Waran fait la connaissance de son futur entraîneur, Julien Fuchs, en voyage en Malaisie pour un stage de badminton. Les deux sœurs quittent leur pays pour la France en 2004. Elles sont alors hébergées au Centre de ressources, d'expertise et de performance sportives (CREPS) d'Alsace et intègrent l'ASPTT Strasbourg où officie Julien Fuchs. 
Bénéficiant de cours de français gratuits spécialement dispensés aux mineurs étrangers, Sashina Vignes Waran apprend la langue française en huit mois. Elle obtient son baccalauréat scientifique en 2009. Après un cursus inachevé de deux ans en langues étrangères appliquées, elle obtient en 2014 un diplôme universitaire de management d’une carrière de sportif professionnel. Elle intègre ensuite, en troisième année, un Master en marketing et communication, à l’École supérieure de commerce et management (ESCM) de Strasbourg. En 2017-2018 elle termine un Master 2 Marketing à l'université de Strasbourg. 
Sashina Vignes Waran fait ses premiers pas sur le circuit international en 2009, en participant à l'Irish Challenge. En 2011, elle conquiert son premier titre en remportant l'Open du Portugal. En 2012, elle sort victorieuse de l'Open de Belgique et remporte l'Open de Norvège. Elle est par ailleurs sacrée championne de France universitaire, en simple, pour ces deux années. Sollicitée par la fédération malaisienne pour disputer les Jeux olympiques d'été de 2012, à Londres, elle refuse en raison de son attachement à la France. « Ma vie est ici » déclare-t-elle au journal Le Monde à propos de cet épisode.

### Naturalisation française et consécration
Après deux demandes infructueuses, Sashina Vignes Waran et sa sœur, Teshana, obtiennent la nationalité française le 21 août 2013,. Pour leurs démarches de naturalisation, les deux sœurs ont reçu le soutien de la ministre des sports, Valérie Fourneyron, qui s'est saisie de l'affaire à la suite de leur passage dans l'émission télévisée Stade 2, sur France 2, en novembre 2012 ,. La cérémonie de remise de leurs certificats de nationalité française a lieu le 18 novembre 2013.
En février 2014, Sashina Vignes Waran porte pour la première fois le maillot de l'équipe de France de badminton à l'occasion des championnats d'Europe par équipes, à Bâle, en Suisse.Tout en restant licenciée à l'ASPTT Strasbourg elle rejoint sa sœur Teshana à l'INSEP, en septembre 2014 mais réintègre son ancien club à 100% après quelques mois.
Sashina Vignes Waran est sacrée championne de France de badminton en simple en 2014 et 2015, et est médaillée de bronze en double dame en 2014 avec sa sœur Teshana Vignes Waran.

### Première blessure et retour à la compétition
Le 28 mars 2015, au cours d'un match de quart de finale du Tournoi International d'Orléans, elle est victime, à la jambe gauche,, d'une rupture complète du ligament croisé antérieur, du collatéral médial et du rétinaculum patellaire médial, nécessitant une opération. Celle-ci s'est déroulée avec succès le 10 avril 2015. Sashina Vignes Waran reprend l'entraînement en juin de la même année, malgré l'utilisation de béquilles.
Durant sa période d'arrêt, Sashina Vignes Waran signe un contrat d'image avec la division française de la compagnie d'assurances MetLife jusqu'à la fin de l'année 2016. S'inscrivant dans le cadre du Pacte de performance initié par le ministère de la Ville, de la Jeunesse et des Sports, ce contrat vise à lui garantir, à terme, une reconversion professionnelle au sein de cette entreprise. Elle déclare au quotidien 20 minutes souhaiter « intégrer le service communication » de la compagnie.
Après 7 mois d'absence, Sashina Vignes Waran fait son retour à la compétition internationale en octobre 2015, à l'occasion du Bitburger Open 2015 de Saarbruck. Elle espère revenir à son meilleur niveau pour les championnats d'Europe en avril 2016 et décrocher ainsi une qualification pour les jeux olympiques de Rio en restant la meilleure française au classement mondial au terme de la période qualificative. En janvier 2016, elle lance un appel aux dons de 4000 € en ligne via la plateforme de financement participatif Sponsorise.me. Cette somme doit lui permettre de financer ses déplacements dans de nombreux tournois à travers le monde afin de décrocher une qualification pour les Jeux olympiques d'été à Rio de Janeiro.

### Deuxième blessure et retour à la compétition
À la suite d'une mauvaise réception, Sashina Vignes Waran est victime d'une nouvelle blessure au genou lors du premier set de la finale de l'édition 2016 du Championnat de France de badminton qui, malgré la pose d'un strapping, l'oblige à abandonner,. Contrainte de s'absenter des terrains durant au moins deux mois, elle se trouve dans l'impossibilité de participer aux Jeux olympiques d'été de 2016. « Tous les matins je me levais pour ça, c'est comme si on m'enlevait une partie de moi. Maintenant, j'ai besoin de prendre du temps. » déclare-t-elle à ce sujet au micro de France Bleu Alsace.
Le 7 janvier 2017, Sashina Vignes Waran réalise un retour gagnant, après 11 mois d'absence, en remportant, en double, associée à Olga Morozova, une rencontre du championnat de France de badminton interclubs opposant l'ASPTT Strasbourg à l'US Talence badminton. Elle annonce, dès février 2017, ne pas avoir renoncé à son rêve olympique et souhaiter représenter la France aux Jeux olympiques de Tokyo.
Elle se tient cependant depuis lors en retrait des cours, continuant à jouer un peu en Interclubs et dans quelques compétitions internationales. « J’avais besoin de faire une coupure. », explique-t-elle en mai 2019.

## Clubs
- ASPTT Strasbourg  France (2004-2016)
- Union Sportive de Créteil Badminton  France (2016-2019)
- Colmar Badminton Racing  France (2023-2024)

## Palmarès individuel
| Année | Rang | Tournois                  |
| ----- | ---- | ------------------------- |
| 2011  | 1    | Open du Portugal          |
| 2012  | 1    | Open de Belgique          |
| 2012  | 1    | Open de Norvège           |
| 2013  | 2    | Internationaux de France  |
| 2014  | 1    | XIV Italian International |

| Compétition            | Année | Rang |
| ---------------------- | ----- | ---- |
| Championnats de France | 2014  | 1    |
| Championnats de France | 2015  | 1    |
| Championnats de France | 2016  | 2    |